# Anne Stine Ingstad

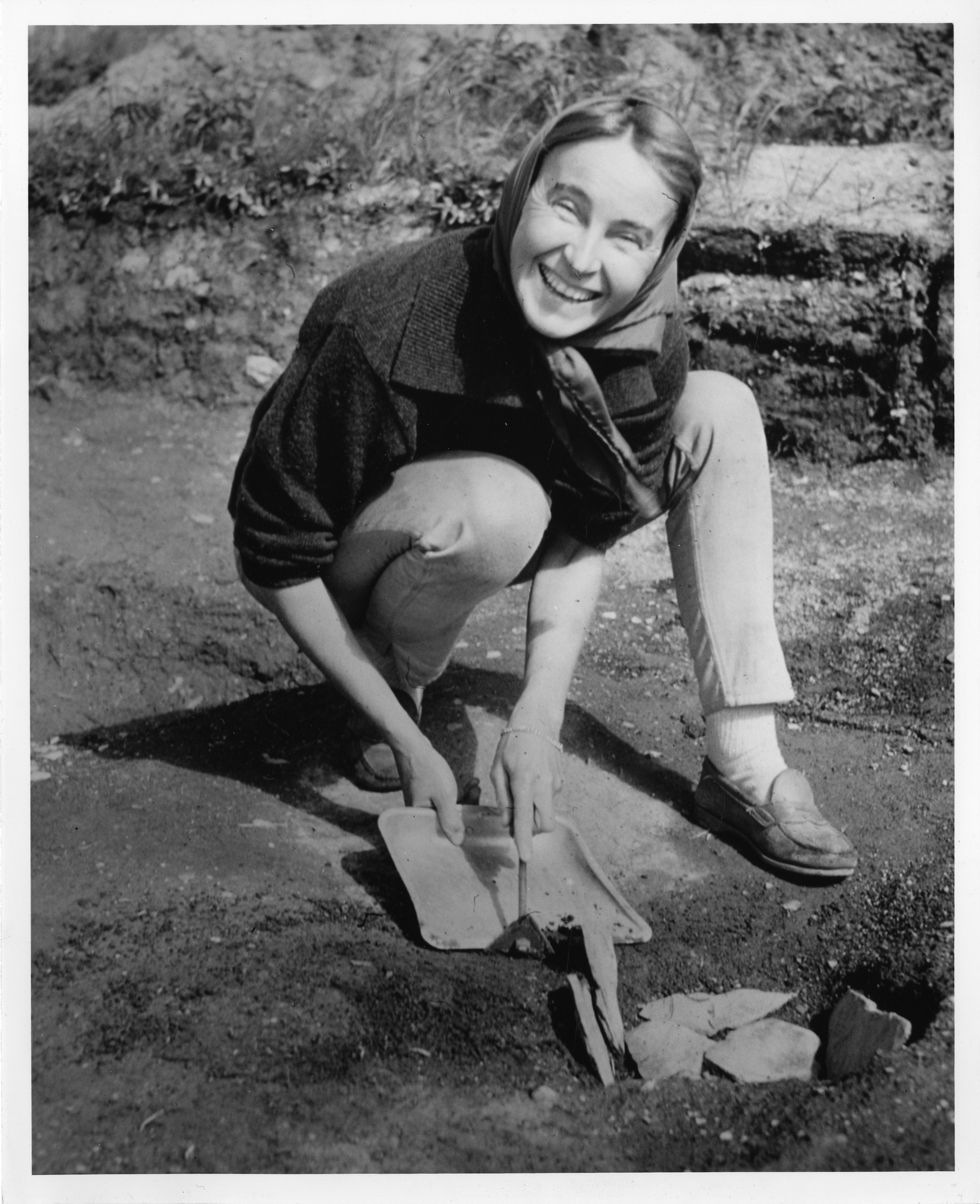
Anne Stine Moe Ingstad, 1963

Anne Stine Ingstad, rozená Anne Kirstine Stolt Moe (11. února 1918 – 6. listopadu 1997) byla norská archeoložka, která spolu se svým manželem, Helge Ingstad, objevila v roce 1960 pozůstatky severské osady v L'Anse aux Meadows v kanadské provincii Newfoundland a Labrador.

## Životopis
Anne Stine Moe se narodila a vyrostla v Lillehammeru v kraji (fylke) Oppland v Norsku. Její rodiče byli právník Eilif Moe (1889-1954) a Louise Augusta Bauck Lindeman (1886-1966). Anne Kirstine Moe se provdala za Helge Ingstad. Z tohoto svazku se narodila dcera Benedikta. Ingstad byla sestrou norského historika umění a klavíristy Ole Henrika Moea (1920–2013). V roce 1941 se provdala za Helge Ingstada, poté se stala jeho vědeckou spolupracovnicí.
Vystudovala archeologii na univerzitě v Oslu. V roce 1960 získala magisterský titul v severské archeologii. V letech 1960 až 1961 byla kurátorkou Norského lesnického muzea v Elverumu.
V letech 1961 až 1968 prováděli Helge Ingstad a Anne Stine Ingstad výzkum, jehož výsledkem bylo objevení stop osídlení v L'Anse aux Meadows na ostrově Newfoundland. Spolu vedli vykopávky osady s mezinárodním týmem archeologů ze Švédska, Islandu, Kanady, USA a Norska. Za tuto práci získala mezinárodní uznání. Vykopávky odhalily pozůstatky severského osídlení z počátku 11. století. Mezi tyto pozůstatky patřily drnové domy, kovárna, varné jámy a loděnice. Osada je nyní na seznamu světového dědictví UNESCO a je národní historickou památkou Kanady.V roce 1977 se stala státní vědeckou pracovnicí a začala se věnovat nové oblasti výzkumu, zpracování textilních nálezů z vykopávek Kaupang a Oseberg. Po tomto výzkumu spolu s archeology Bjørn Myhre a Arne Emil Christensen jr., napsala knihu Osebergdronningens grav (1992).

## Vyznamenání
- V roce 1969 byl Anne Stine Ingstad udělen čestný doktorát Memorial University of Newfoundland.
- Po ní a jejím manželovi je pojmenován kampus Helge a Anne Stine Ingstadových v areálu St. John's Memorial University of Newfoundland.[2]
- V roce 1992 jí byl také udělen čestný doktorát na univerzitě v Bergenu.[2]
- Byla velitelkou Řádu sv. Olafa a od roku 1990 se stala členkou Norské akademie věd.[2]
- Se svým manželem se objevila v roce 1984 v dokumentu National Film Board of Canada The Vinland Mystery.[5]

## Osobní život
Anne Stine Ingstad zemřela v listopadu 1997 ve věku 79 let a zanechala po sobě svého 98letého manžela Helgeho a jejich dceru Benedicte Ingstad, profesorku lékařské antropologie na univerzitě v Oslu.